# Галіто бурий
Галіто бурий (Teledromas fuscus) — вид горобцеподібних птахів родини галітових (Rhinocryptidae).

## Поширення
Ендемік Аргентини. Поширений на східних схилах Анд і чагарникових степах від південного заходу провінції Сальта до патагонської річки Ріо-Негро. Мешкає в розсіяних посушливих заростях сухих тропічних або субтропічних лісів до 3500 метрів над рівнем моря.

## Опис
Дрібний птах, завдовжки до 19 см. Спина блідо-пісочно-коричнева з білуватим кільцем навколо очей і надлорною ділянкою, з темнішою смугою над очима. Довгий і тонкий хвіст з блідими кінчиками і чорнуватий знизу. Нижня частина тіла жовтувато-коричнева. Дзьоб і ноги чорні. Райдужка коричнева.

## Спосіб життя
Веде наземний спосіб життя. Літає неохоче і на невеликі відстані. Раціон складається майже виключно з членистоногих. Гніздування відбувалося з листопада по лютий. Гніздо має вигляд відкритої чашки, побудоване з трави і розміщене в кінці тунелю у ярах завдовжки 40–50 см і діаметром 6–7 см. Самиця відкладає два білих яйця.